# James Carver
James Carver (ur. 15 sierpnia 1969 w Farnborough) – brytyjski polityk, poseł do Parlamentu Europejskiego VIII kadencji.

## Życiorys
Z zawodu przedsiębiorca, zajął się prowadzeniem rodzinnej firmy produkującej parasole. Zaangażował się w działalność polityczną w ramach Partii Niepodległości Zjednoczonego Królestwa. Był jej kandydatem do Izby Gmin w 1997, 2001 i 2005.
W wyborach europejskich w 2014 z ramienia UKIP uzyskał mandat eurodeputowanego VIII kadencji. W 2018 wystąpił z Partii Niepodległości Zjednoczonego Królestwa.